# نوزدهمین دوره جشن حافظ
نوزدهمین دوره جشن سینمایی و تلویزیونی دنیای تصویر (جشن حافظ) در تاریخ ۲۰ مرداد ۱۳۹۸ در برج میلاد تهران برگزار شد. اجرای این دوره را فرزاد حسنی به عهده داشت. در جشن حافظ ۹۸ فیلم‌های اکران شده در ابتدا تا پایان سال ۱۳۹۷ و همچنین سریال‌های پخش‌ شده در شبکه‌های تلویزیونی و شبکه نمایش خانگی از نوروز ۱۳۹۷ تا پایان نوروز ۱۳۹۸ مورد بررسی قرار گرفته‌اند.
بهترین فیلم و بهترین مجموعه تلویزیونی این دوره به ترتیب متری شیش و نیم و بانوی عمارت بودند.

## برندگان اصلی
برندگان جایزه در سطر نخست فهرست، به صورت بزرگ نوشته می‌شوند و با یک ستاره (*) نشان داده می‌شوند.

### بخش سینمایی
| بهترین فیلم - متری شیش و نیم - سید جمال ساداتیان - آشغال‌های دوست‌داشتنی - محسن امیریوسفی - بمب؛ یک عاشقانه - پیمان معادی و احسان رسول‌اف - تنگه ابوقریب - سعید ملکان - شعله‌ور - محمدرضا شفیعی - عرق سرد - مهدی داوری - عصبانی نیستم - رضا درمیشیان - قانون مورفی - محمد شایسته - کلمبوس - هاتف علیمردانی - مغزهای کوچک زنگ‌زده - سعید سعدی                       | بهترین کارگردانی - سعید روستایی - متری شیش و نیم - بهرام توکلی - تنگه ابوقریب - رضا درمیشیان - عصبانی نیستم - هومن سیدی - مغزهای کوچک زنگ‌زده - حمید نعمت‌الله - شعله‌ور - مجیدرضا مصطفوی - آستیگمات |
| بهترین فیلمنامه - هومن سیدی - مغزهای کوچک زنگ‌زده - پیمان معادی - بمب؛ یک عاشقانه - حمید نعمت‌الله و هادی مقدم‌دوست - شعله‌ور - سهیل بیرقی - عرق سرد - هاتف علیمردانی - کلمبوس - سعید روستایی - متری شیش و نیم | بهترین بازیگر مرد - پیمان معادی - متری شیش و نیم - نوید محمدزاده - مغزهای کوچک زنگ‌زده - فرهاد اصلانی - مغزهای کوچک زنگ‌زده - سیامک انصاری - بمب؛ یک عاشقانه - نوید پورفرج - مغزهای کوچک زنگ‌زده - سعید پورصمیمی - کلمبوس - امیر جدیدی - عرق سرد - امین حیایی - شعله‌ور - مجید صالحی - کلمبوس - جواد عزتی - هزارپا - رضا عطاران - هزارپا - نوید محمدزاده - متری شیش و نیم - نوید محمدزاده - عصبانی نیستم - مهران مدیری - رحمان ۱۴۰۰ |
| بهترین بازیگر زن - باران کوثری - عرق سرد - شبنم مقدمی - خجالت نکش - ماهور الوند - هت‌تریک - پریناز ایزدیار - متری شیش و نیم - سارا بهرامی - دارکوب - ساره بیات - اتاق تاریک - هانیه توسلی - کلمبوس - لیلا حاتمی - بمب؛ یک عاشقانه - زهرا داوودنژاد - سهیلا شماره ۱۷ - سحر دولتشاهی - عرق سرد - ژاله صامتی - در وجه حامل - شیرین یزدان‌بخش - آشغال‌های دوست‌داشتنی | بهترین موسیقی متن - بامداد افشار - مغزهای کوچک زنگ‌زده - النی کاریندرو - بمب؛ یک عاشقانه - افشین عزیزی - غلامرضا تختی - آرمان موسی‌پور - چهارراه استانبول - بهزاد عبدی - سوفی و دیوانه - سهراب پورناظری - شعله‌ور |
| بهترین تدوین - هایده صفی‌یاری - عصبانی نیستم - میثم مولایی - خوک - مهدی سعدی - شعله‌ور - میثم مولایی - قانون مورفی - بهرام دهقانی - متری شیش و نیم - مهدی سعدی و هومن سیدی - مغزهای کوچک زنگ‌زده | بهترین فیلمبرداری - هومن بهمنش - متری شیش و نیم - حمید خضوعی ابیانه - غلامرضا تختی - علیرضا زرین‌دست - سرو زیر آب - روزبه رایگا - شعله‌ور - حسین جلیلی - قانون مورفی - پیمان شادمان‌فر - مغزهای کوچک زنگ‌زده |
| نشان عباس کیارستمی - پوریا کاکاوند - گلدن‌تایم - محسن امیریوسفی - آشغال‌های دوست‌داشتنی - علیرضا معتمدی - رضا - مهدی کرم‌پور - سوفی و دیوانه - کاظم ملایی - کوپال - عباس امینی - هندی و هرمز | بهترین دستاورد فنی و هنری - طراحی جلوه‌های ویژه میدانی و بصری، «تنگه ابوقریب» (محسن روزبهانی و جواد مطوری و حسن ایزدی) |
| جایزه ویژه هیئت داوران - شعله‌ور – حمید نعمت‌الله | |

### بخش تلویزیونی
| بهترین مجموعه تلویزیونی - بانوی عمارت - مجید مولایی - پدر - حامد عنقا - حوالی پاییز - سعید پروینی - دلدادگان - ایرج محمدی - ممنوعه - علی‌اکبر نجفی                                | بهترین کارگردانی - عزیزالله حمیدنژاد - بانوی عمارت - همایون اسعدیان - لحظه گرگ و میش - بهرنگ توفیقی - پدر - حسین نمازی - حوالی پاییز - منوچهر هادی - دلدادگان |
| بهترین فیلمنامه - احسان جوانمرد - بانوی عمارت - حامد عنقا و سید حسین امیرجهانی - پدر - مهدی محمدنژادیان و بابک کایدان - دلدادگان - علی اصغری و مهرداد کوروش‌نیا - ممنوعه          | بهترین بازیگر مرد کمدی - امین حیایی - ساخت ایران ۲ - حمیدرضا آذرنگ - نون خ - سعید آقاخانی - نون خ - علیرضا استادی - آرماندو - محمد بحرانی - گلشیفته - محمدرضا گلزار - ساخت ایران ۲                                                                                           |
| بهترین بازیگر زن کمدی - نازنین بیاتی - گلشیفته - نسیم ادبی - گلشیفته - مهناز افشار - گلشیفته - بهاره کیان‌افشار - گلشیفته - مرجانه گلچین - زوج یا فرد - ناهید مسلمی - زوج یا فرد  | بهترین بازیگر مرد درام - حسام منظور - بانوی عمارت - هادی حجازی‌فر - ممنوعه - مجید سعیدی - بانوی عمارت - مهدی سلطانی - پدر - میلاد کی‌مرام - ممنوعه - سینا مهراد - پدر |
| بهترین بازیگر زن درام - پانته‌آ پناهی‌ها - بانوی عمارت - خاطره اسدی - ممنوعه - ریحانه پارسا - پدر - الهه حصاری - ممنوعه - المیرا دهقانی - لحظه گرگ و میش - مریم مومن - بانوی عمارت | بهترین چهره تلویزیونی - عادل فردوسی‌پور – نود - باربد بابایی – تب‌تاب - پژمان بازغی – کودک شو - رامبد جوان – خندوانه - نجمه جودکی – ترانه‌باران - رضا رشیدپور – حالا خورشید - عبدالله روا – ویدئوچک - علی ضیا – فرمول یک - احسان علیخانی – عصر جدید - محمدرضا گلزار – برنده باش |

### جوایز دیگر
| یک عمر فعالیت هنری - گلاب آدینه | بهترین دستاورد فردی ویژه - رضا عطاران |
| بهترین مستند - آزاده موسوی و کوروش عطایی - در جستجوی فریده - محمد‌صادق دهقانی - تالان - محمدحسین مهدویان - ترور سرچشمه - آرش رئیسیان و هانا کامکار - چاووش از درآمد تا فرود - احسان عمادی - رزم‌آرا یک دوسیه مسکوت - جعفر صادقی - فرشاد آقای گل | بهترین خواننده تیتراژ فیلم و مجموعه تلویزیونی - علیرضا قربانی - چهارراه استانبول و پدر - رضا بهرام - ممنوعه - محسن چاووشی - بانوی عمارت - سینا سرلک - حوالی پاییز - رضا کولغانی - مغزهای کوچک زنگ‌زده - محمد معتمدی - لحظه گرگ و میش |
| تندیس افتخاری - رامین جوادی – بازی تاج‌وتخت | |